# Ueno Hideaki
Hideaki Ueno (sinh ngày 31 tháng 5 năm 1981) là một cầu thủ bóng đá người Nhật Bản.

## Sự nghiệp câu lạc bộ
Hideaki Ueno đã từng chơi cho Kyoto Purple Sanga, Sanfrecce Hiroshima và Tokushima Vortis.